# Kozbi
Kozbi (biblijny hebr.: כָּזְבִּי, tł. Kozbī; akadyjski: Kuzābatum) – Midianitka pochodząca z rodu królewskiego, starotestamentowa postać biblijna, której związek z Izraelitą stał się przyczyną plagi. Kozbi wspomniana jest w Księdze Liczb (25:6-16).

## Życiorys
Księga Liczb nazywa ją „córką Sura”, wybitnego Midianity i żoną lub konkubiną Izraelity Zimriego. Bóg Żydów był przeciwny wiązaniu się Izraelitów z Midianitami i wynikającemu z tego oddawaniu czci bożkowi Baalowi.  Polecił Mojżeszowi zabić wszystkich Izraelitów, którzy oddawali cześć Baalowi.

## Zabójstwo
Gdy Izraelici rozbili obóz w Abel-Szittim, odeszli od prawa Bożego, pogrążyli się w nierządzie z miejscowymi kobietami, nagannym z punktu widzenia Boga i w konsekwencji oddawaniu boskiej czci Baalowi. W momencie, w którym do obozu weszła Kozbi z Izraelitą Zimrim, Żydzi płakali pod Namiotem Spotkania z powodu plagi wywołanej Bożym gniewem. Parę dostrzegł wnuk proroka Aarona - Pinchas (syn Eleazara), który wszedł za nimi do namiotu Zimriego i zabił oboje, nabijając ich na włócznię poprzez łono Kozbi.

## Cytat z Biblii
I oto przybył jeden z Izraelitów i przyprowadził Madianitkę do swoich braci przed oczami Mojżesza i całego zgromadzenia Izraelitów, którzy lamentowali u wejścia do Namiotu Spotkania. Ujrzawszy to kapłan Pinchas, syn Eleazara, syna Aarona, chwycił w rękę włócznię, opuścił zgromadzenie, poszedł za Izraelitą do komory namiotu i przebił ich obydwoje, mężczyznę Izraelitę i kobietę - przez jej łono. I ustała plaga wśród Izraelitów. Zginęło ich wtedy dwadzieścia cztery tysiące. Mówił znowu Pan do Mojżesza: Pinchas, syn Eleazara, syna kapłana Aarona, odwrócił mój gniew od Izraelitów, gdyż zapłonął pośród nich zazdrością. Dlatego nie wytraciłem zupełnie Izraelitów w mojej zazdrości. Oznajmij więc: Oto Ja zawieram z nim przymierze pokoju. Będzie to dla niego i dla jego potomstwa po nim przymierze, które mu zapewni kapłaństwo na wieki, ponieważ okazał się zazdrosnym o swego Boga i dokonał przebłagania w imieniu Izraelitów. Izraelita, który zginął z Madianitką, nazywał się Zimri, a był synem Salu, księcia jednego z rodów pokolenia Symeona. Madianitka, którą zabito, nazywała się Kozbi i była córką Sura; ten był znowu głową jednego z pokoleń, czyli rodów madianickich. Wtedy rzekł Pan do Mojżesza: Jak z wrogiem obchodź się z Madianitami i wyniszcz ich, gdyż oni wrogo odnosili się do was, oszukując was przez swoje knowania) [...].

## Kozbi w sztuce

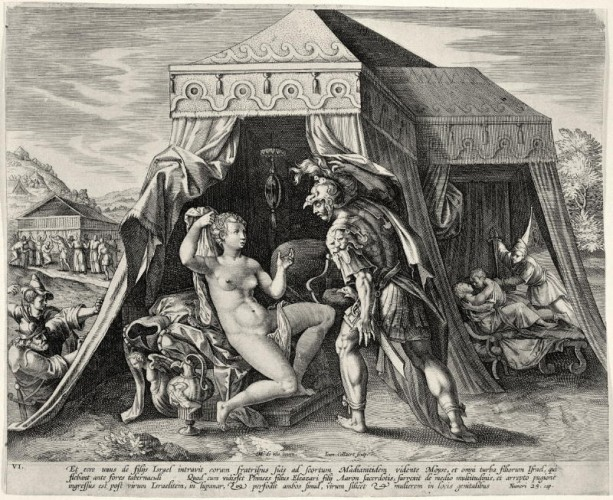
Pinchas zabija Kozbi (Hans Collaert, XVI w.)
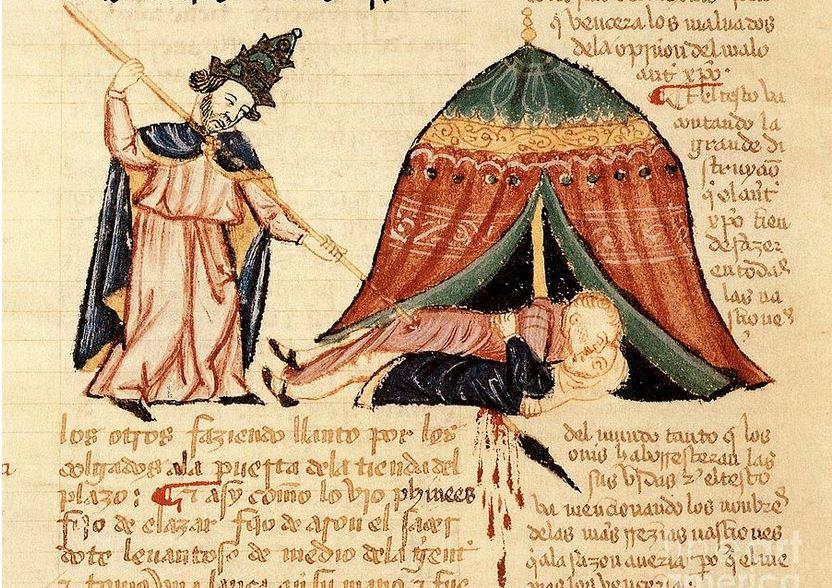
Gorliwość Pinchasa (Biblia Alby, 1430)
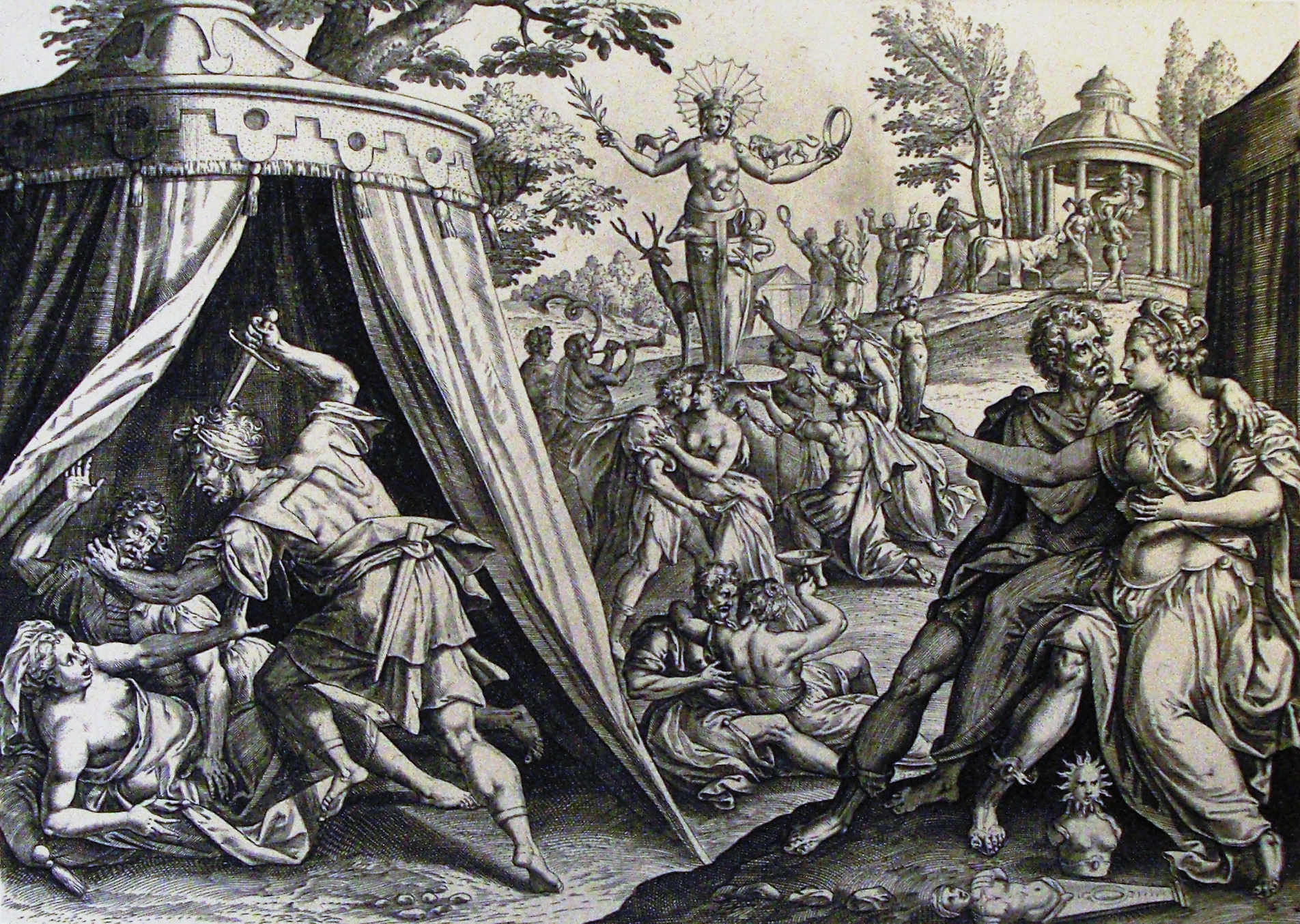
Ilustracja ze zbioru Phillipa Medhursta znajdującego się w posiadaniu ks. Philipa De Vere w Kidderminster